# ایور (کوهسرخ)
اِیوَر به گویش کوهسرخی: اِوَر مرکز دهستان برکوه و روستایی در بخش مرکزی شهرستان کوهسرخ استان خراسان رضوی واقع شده است. بر اساس سرشماری سال ۱۳۹۵ جمعیت آن (۸۳۶ خانوار) ۲٬۷۵۳ نفر است.
این روستا پرجمعیت‌ترین روستای شهرستان کوهسرخ است. در سال ۱۳۸۴ جمعیت مردان روستای ایور ۱٬۴۳۳ نفر و زنان ۱٬۴۶۳ نفر برآورد شده است. فاصلهٔ این روستا تا مرکز شهرستان، یعنی شهر ریوش ۱۲ کیلومتر و تا کاشمر ۳۹ کیلومتر می‌باشد.

## پیشینه
ایور کنونی در حدود ۲۵۰ سال پیش توسط ۳۰ نفر که مالدار بوده‌اند و از ناحیه‌ای به نام طعلستان آمده بودند بنیاد شد. محل اولین خانه‌ها سر تیغ (تپّه بزرگ و پر ارتفاع تیز) محله بوده که در آنجا خانه‌ای بزرگ به صورت قلعه درست کردند که برج نیز داشته است، برج آن در قسمتی که هم‌اکنون خانه حاجی عارفی است، و در آن خانه اتاق‌هایی بوده که هر یک یا دو اتاق متعلق به یک خانواده بوده است و بعدها این افراد زیاد شده‌اند و ایور را ساخته‌اند.

## طبیعت و آب و هوا
کوهسرخ منطقه‌ای کوهستانی و مرتفع است که همچون فلاتی نگین مانند از شش جهت با شش شهرستان مرتبط است. از طرف شمال به نیشابور، از جهت شمال غربی به سبزوار، از سمت مغرب به بردسکن، از ناحیه غربی به خلیل‌آباد، از سوی جنوب شرقی به کاشمر و از سمت شرق و جنوب شرقی به تربت حیدریه.

## اشتغال
مردم منطقه بیشتر به کشاورزی، دامداری و قالی بافی اشتغال دارند و از بادام، زعفران، زرشک، توت و زردآلو و غیره می‌توان به عنوان محصولات عمده کشاورزی کوهسرخ نام برد. کوهسرخ در تولید بادام رتبه دوم را در کشور دارا است و در استان خراسان اولین تولیدکننده بادام به‌شمار می‌رود. در زمینه‌های صنعتی در سال‌های اخیر ایور پیشرفت چشم‌گیری داشته و از این میان می تون به احداث مرغداری حاج حسن علیزاده در کلاته بصری اشاره کرد که نقش زیادی در رشد صنعتی این روستا داشته است.

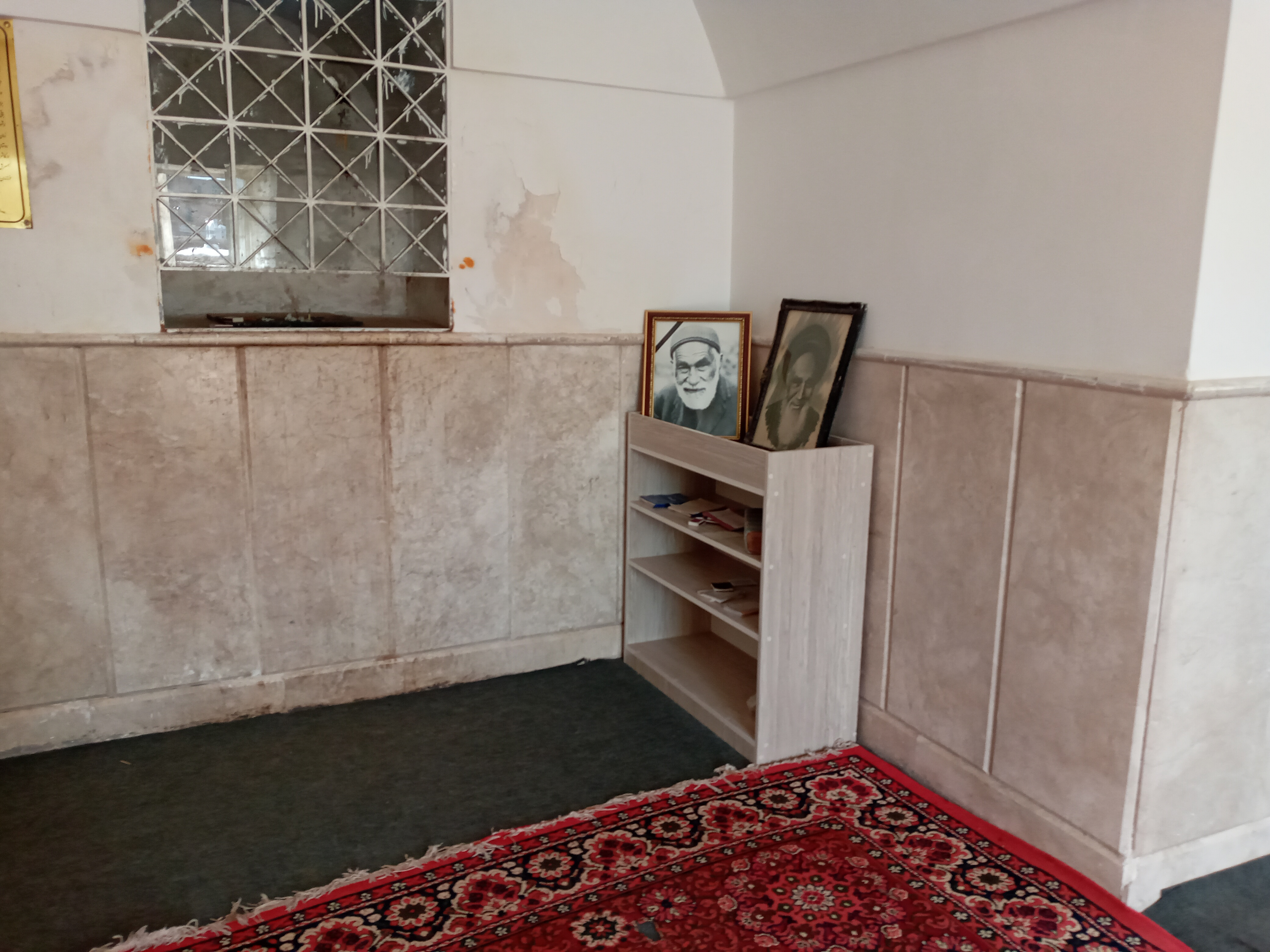
داخل آرامگاه محمد حسین اشراقی ایوری

## پیشینه علمی
از علامای بزرگ شیعه که در دوران قبل در روستای ایور می‌زیسته‌اند می‌توان به محمدحسین اشراقی ایوری (۱۲۶۷–۱۳۵۷ ه‍.ق) اشاره کرد. شیخ محمد حسین اشراقی به سال ۱۲۶۷ هجری شمسی در ترشیز متولد شد. پدرش حاج ملا علی ایوری از عرفاً و زهاد عصر خود بود. وی که در کودکی پدرش را از دست داده بود، با همت و تشویق مادرش به تحصیل اشتغال ورزید، مقدمات را در مدرسه علمیه حاج سلطان العلما گذراند، سپس برای ادامهٔ تحصیل روانهٔ عراق شد و در نجف، از محضر عالمان بزرگ آن روزگار بهرهٔ فراوان گرفته و به ایران برگشت و در مدرسه دارالفنون تهران، به عنوان استاد ادبیات مشغول تدریس شد. در طی تدریس هفت ساله در دالفنون با علوم جدیدی همچون نجوم، ریاضی، پزشکی نیز آشنا شد. اشراقی که از سیاست سیاسان روز گار ناخشنود گردیده بود، با وجود موقعیت و جایگاه ممتازی که در تهران به دست آورده بود، به موطن پدری، روستای ایور برگشت و مابقی ایام عمر را در آنجا به عزلت گذراند. چنان‌که گفتند یکی از آرزوهای وی، تأسیس مدرسه ای به سبک جدید بود. بالاخره آرزویش محقق شد و در سال ۱۳۰۲ هجری شمسی، مدرسه امیریه کوهسرخ، بنیان نهاده شد.

## اماکن تاریخی، آثار باستانی و جهانگردی
- آرامگاه محمد حسین اشراقی ایوری
- بافت پلکانی روستا
- حمام قدیمی ایور
- منطقه گردشگری چوقان

## نگارخانه

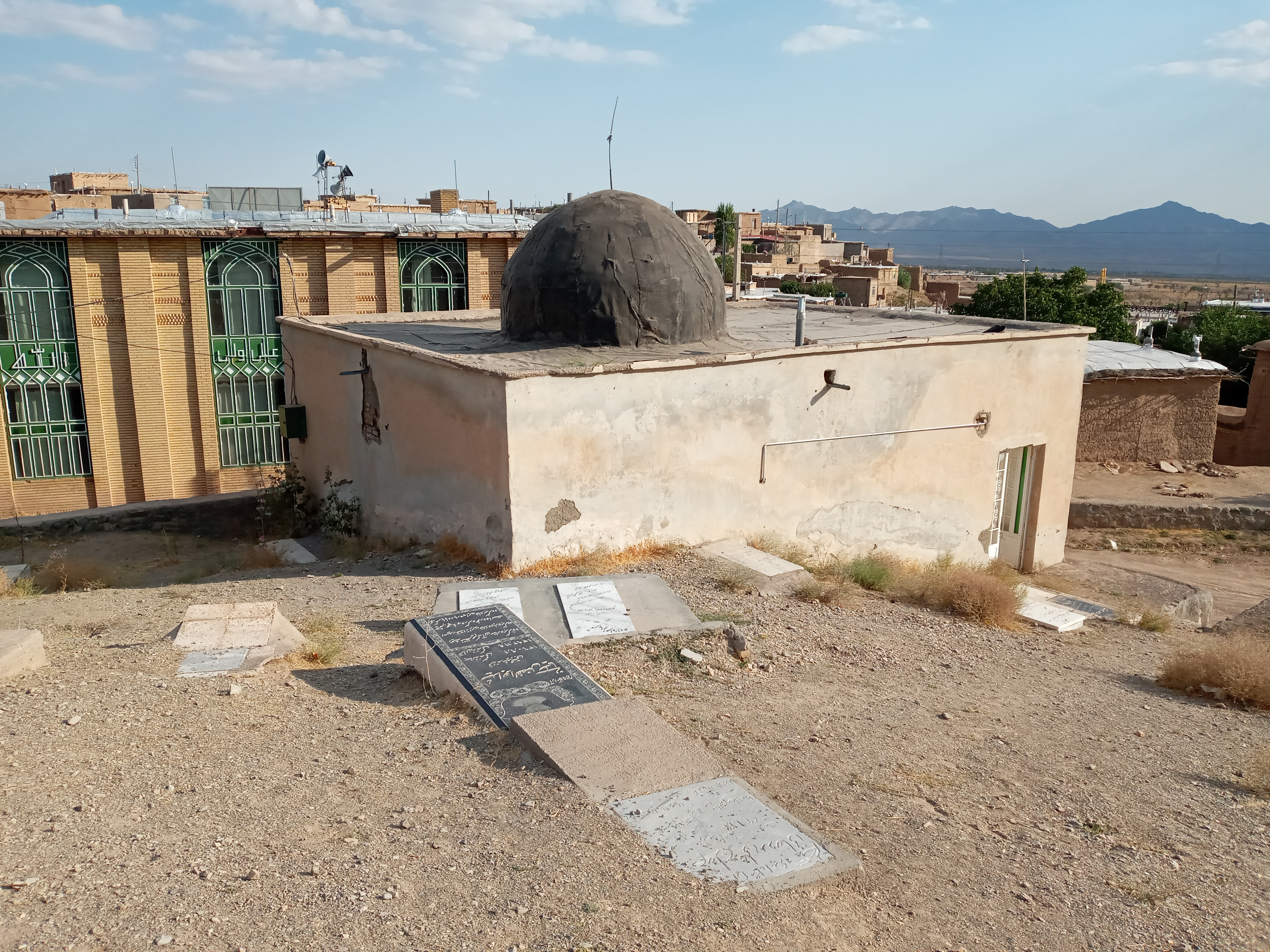
آرامگاه محمد حسین اشراقی ایوری
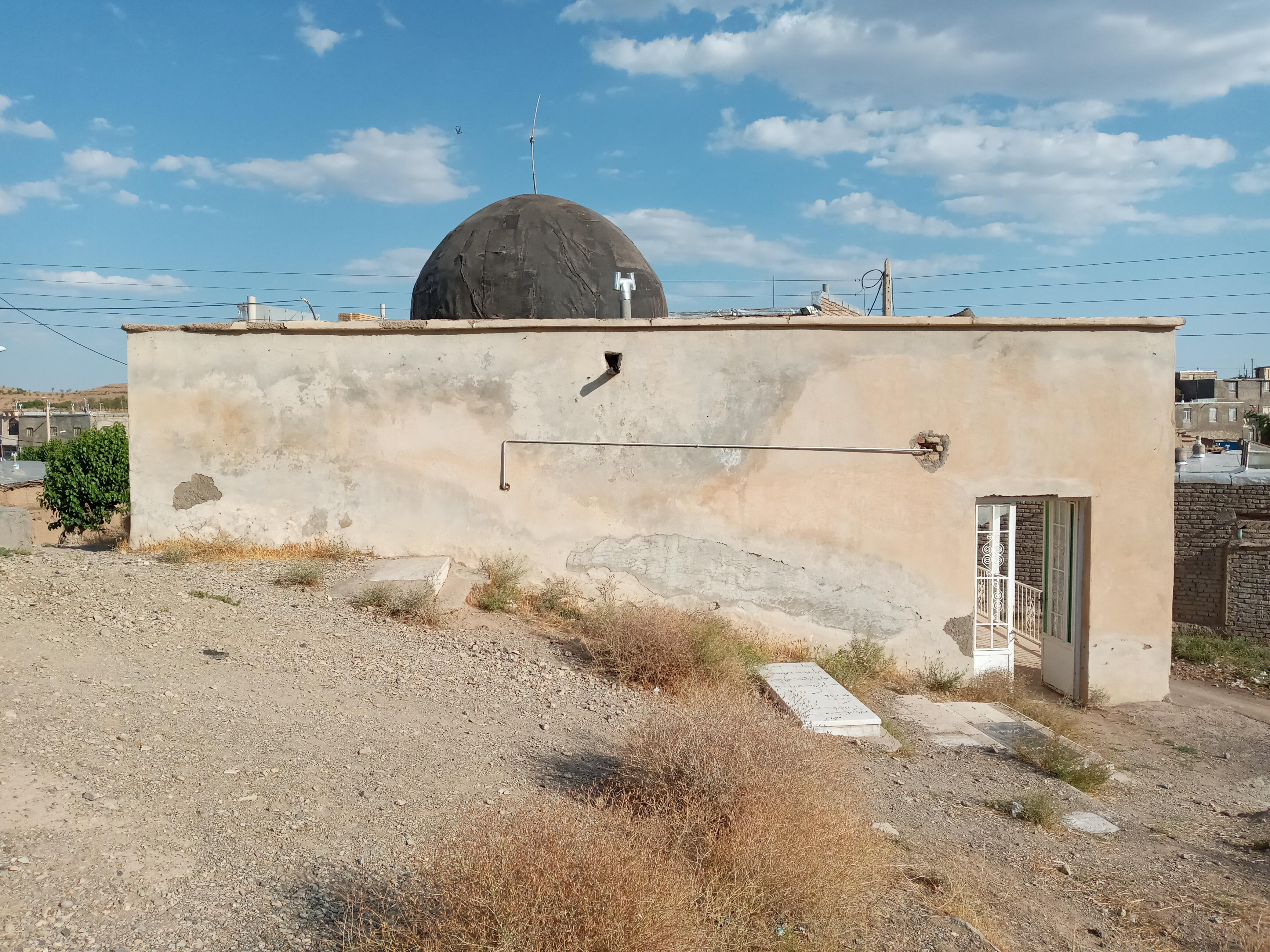
آرامگاه محمد حسین اشراقی ایوری
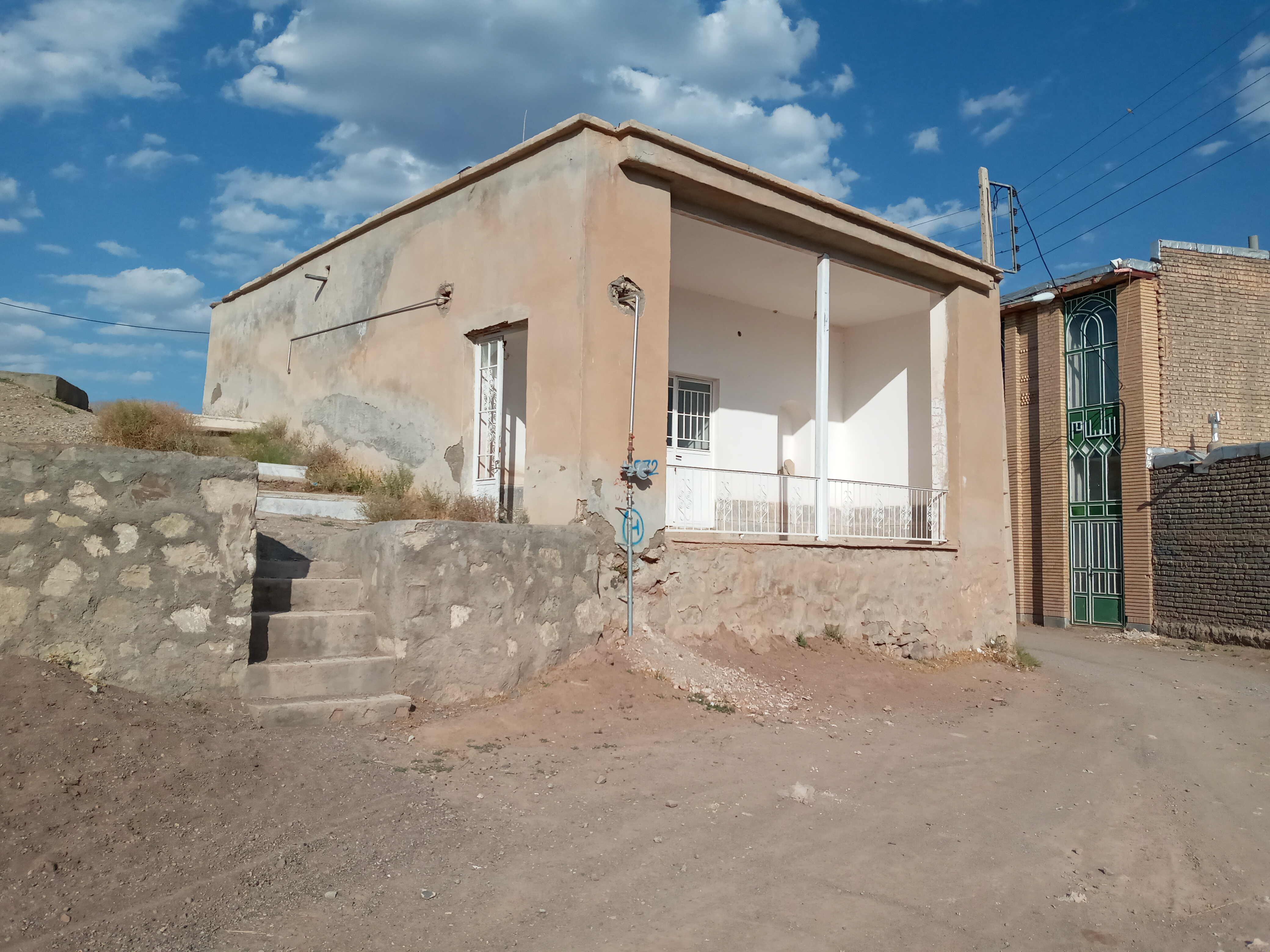
آرامگاه محمد حسین اشراقی ایوری
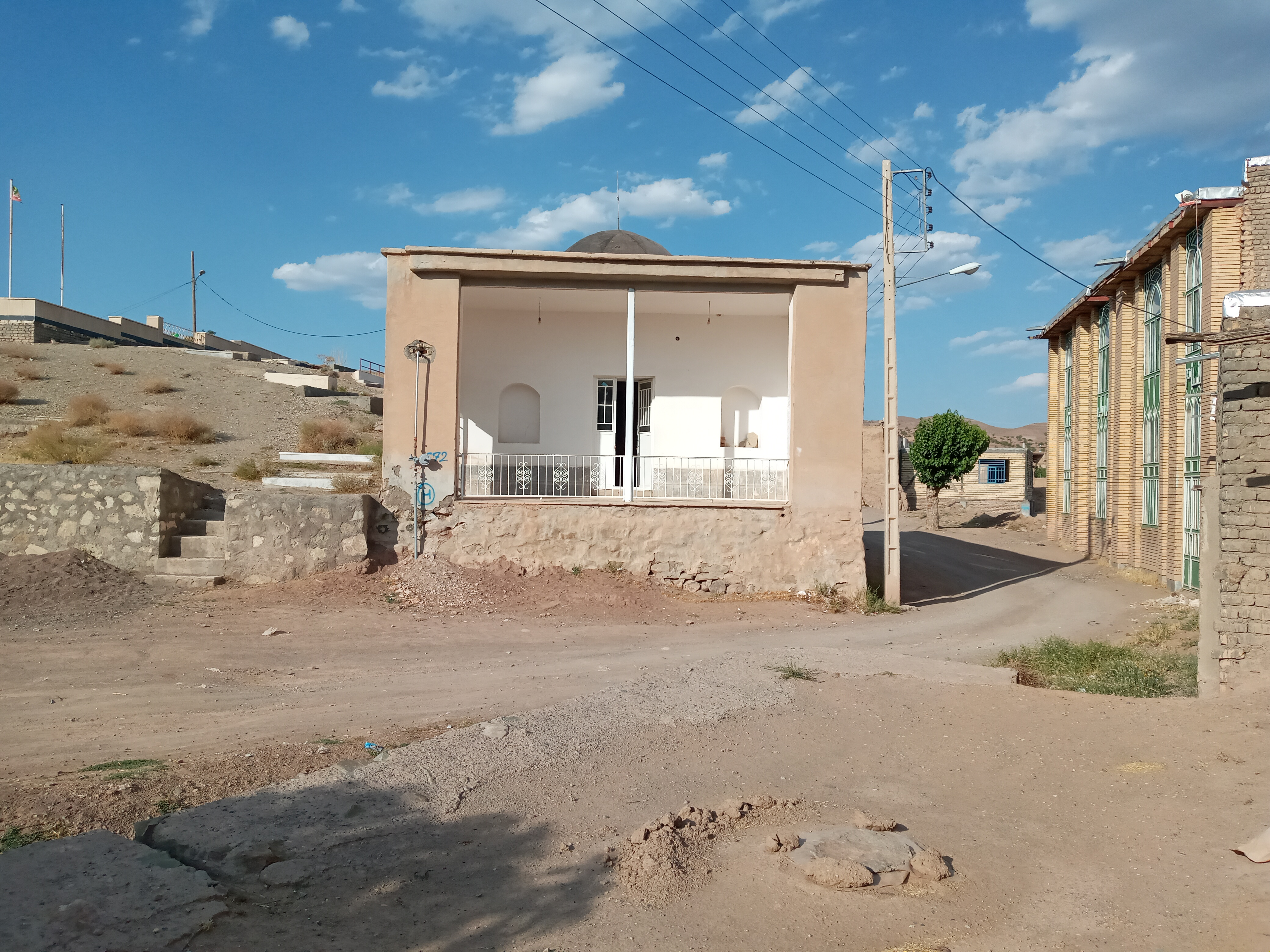
آرامگاه محمد حسین اشراقی ایوری
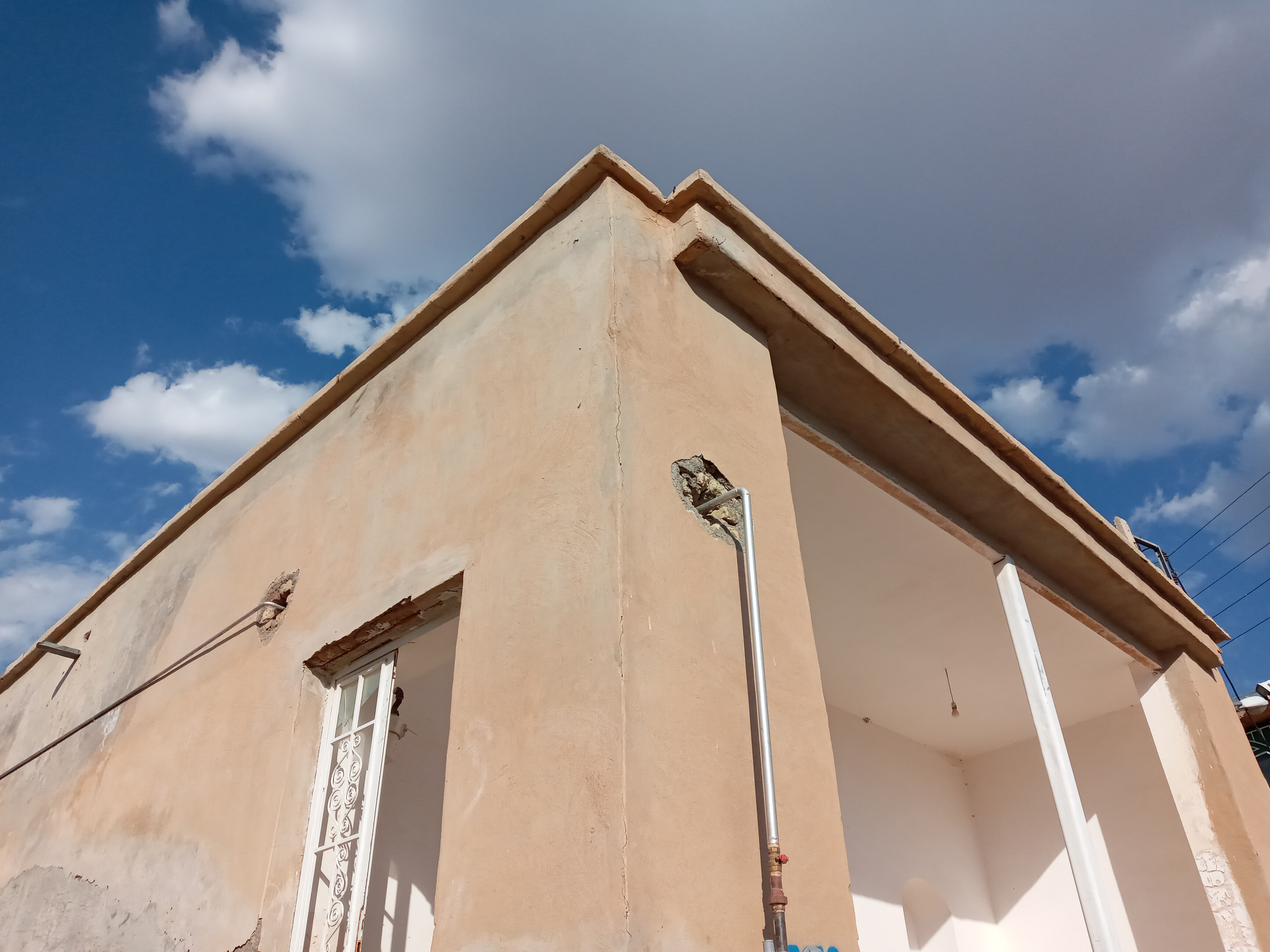
آرامگاه محمد حسین اشراقی ایوری
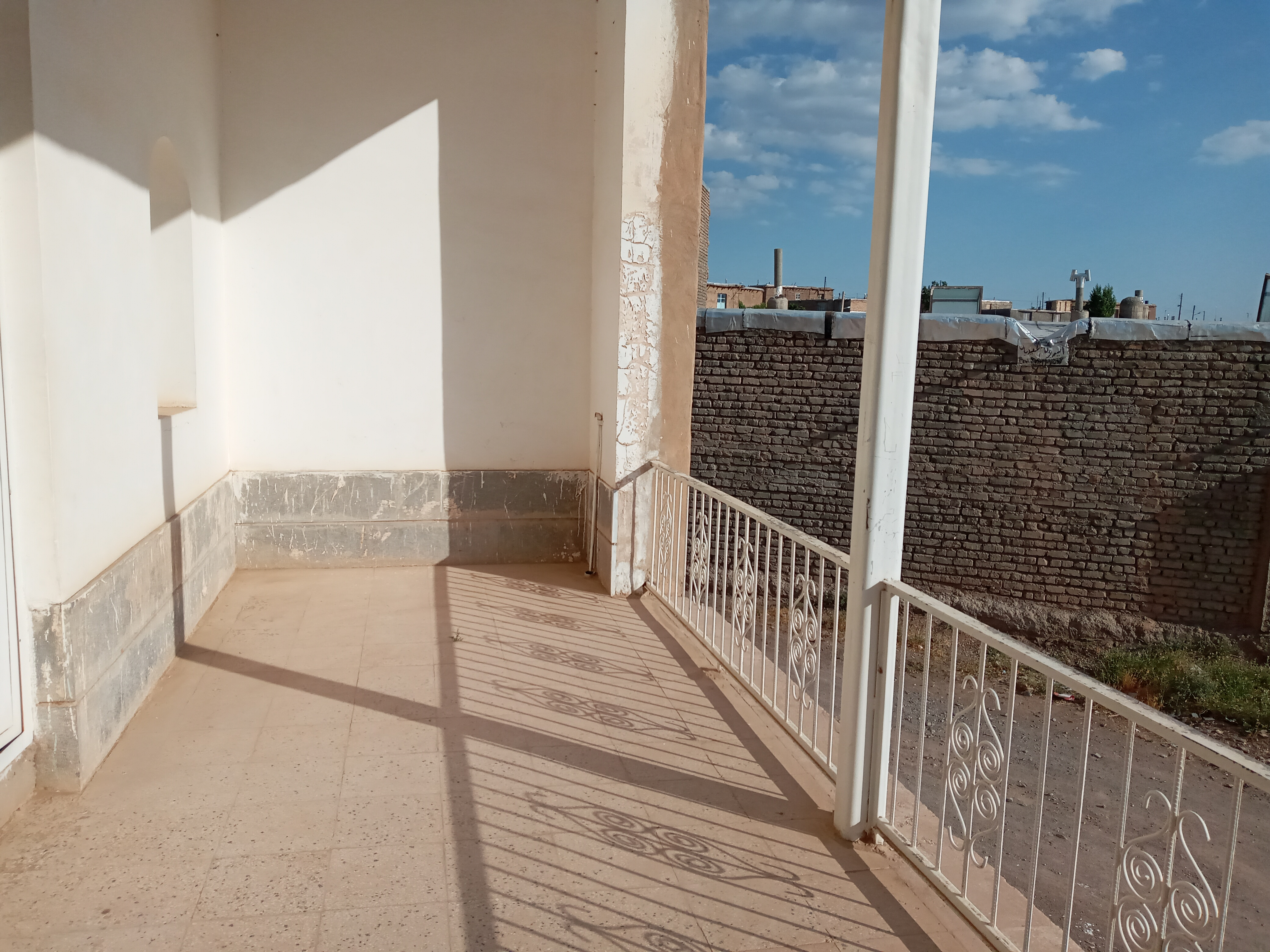
آرامگاه محمد حسین اشراقی ایوری
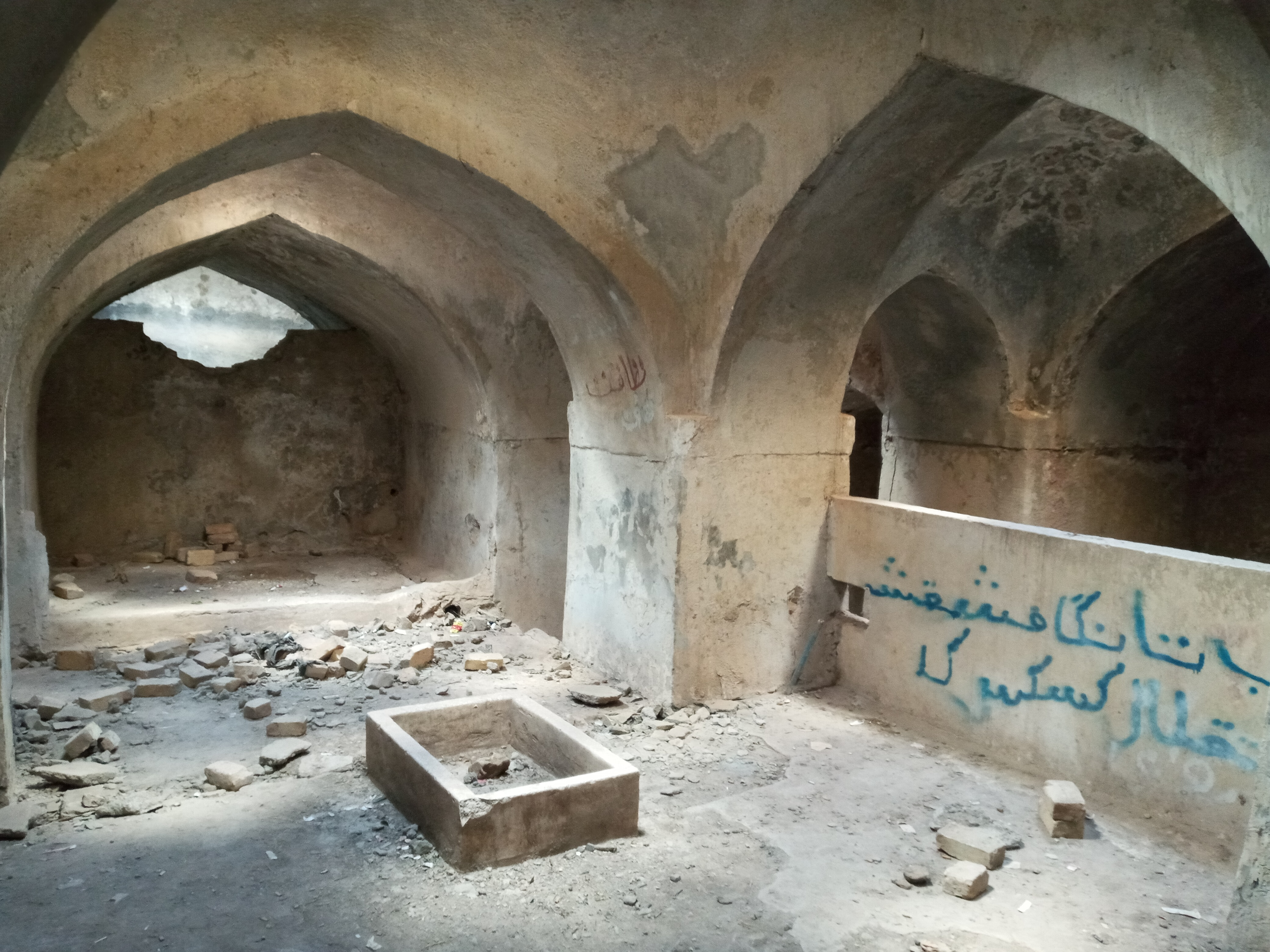
حمام قدیمی ایور
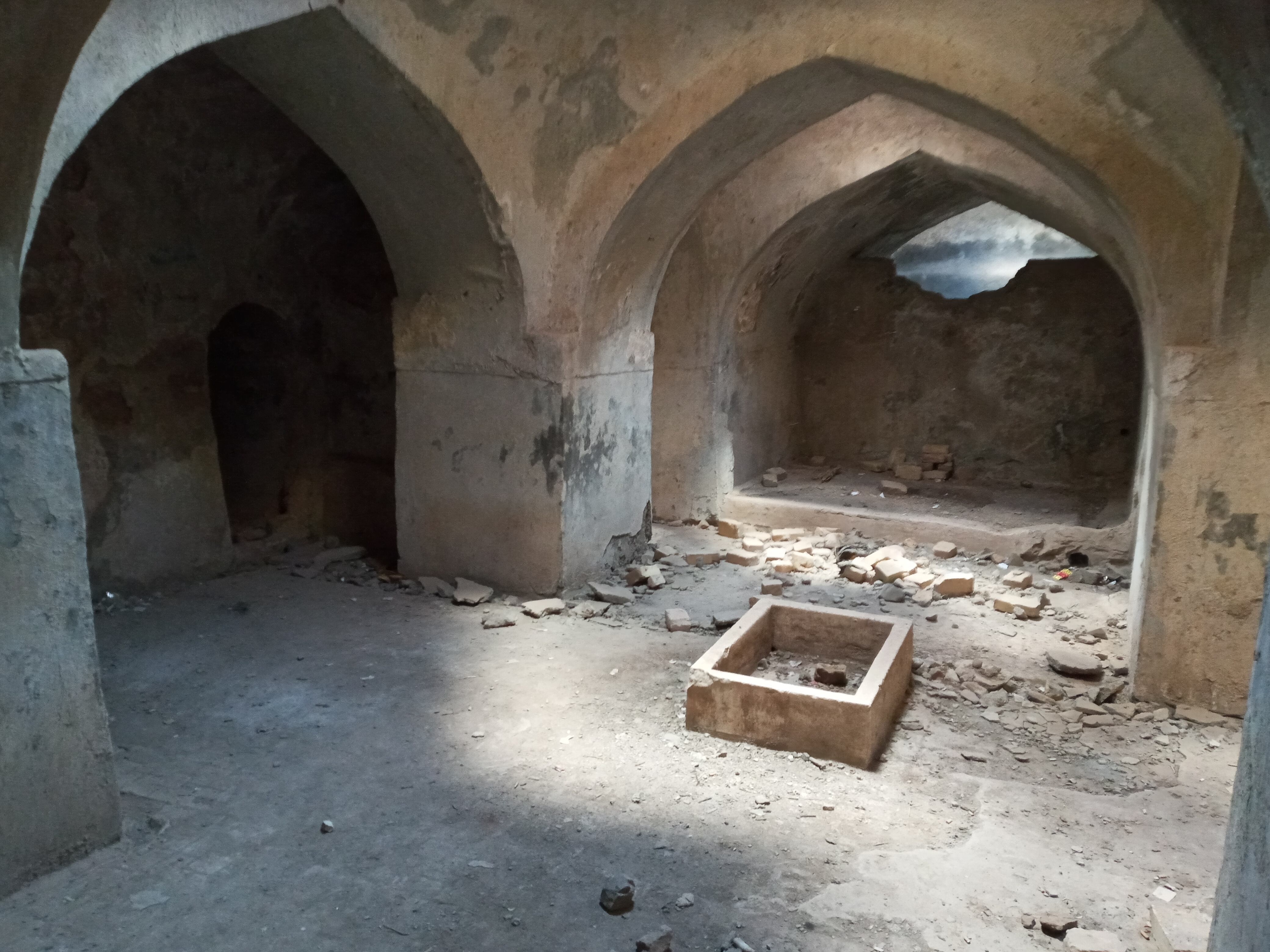
حمام قدیمی ایور
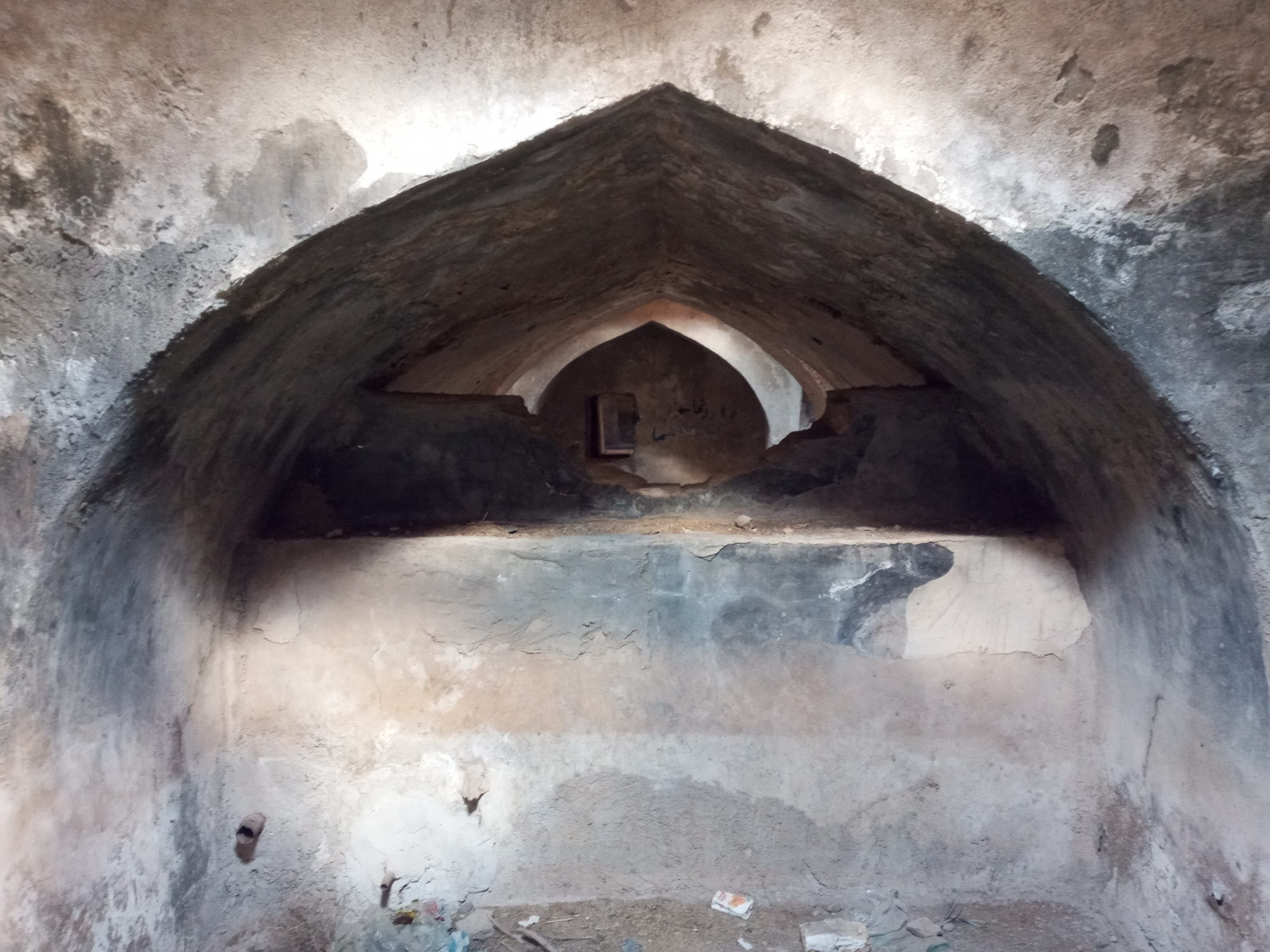
حمام قدیمی ایور
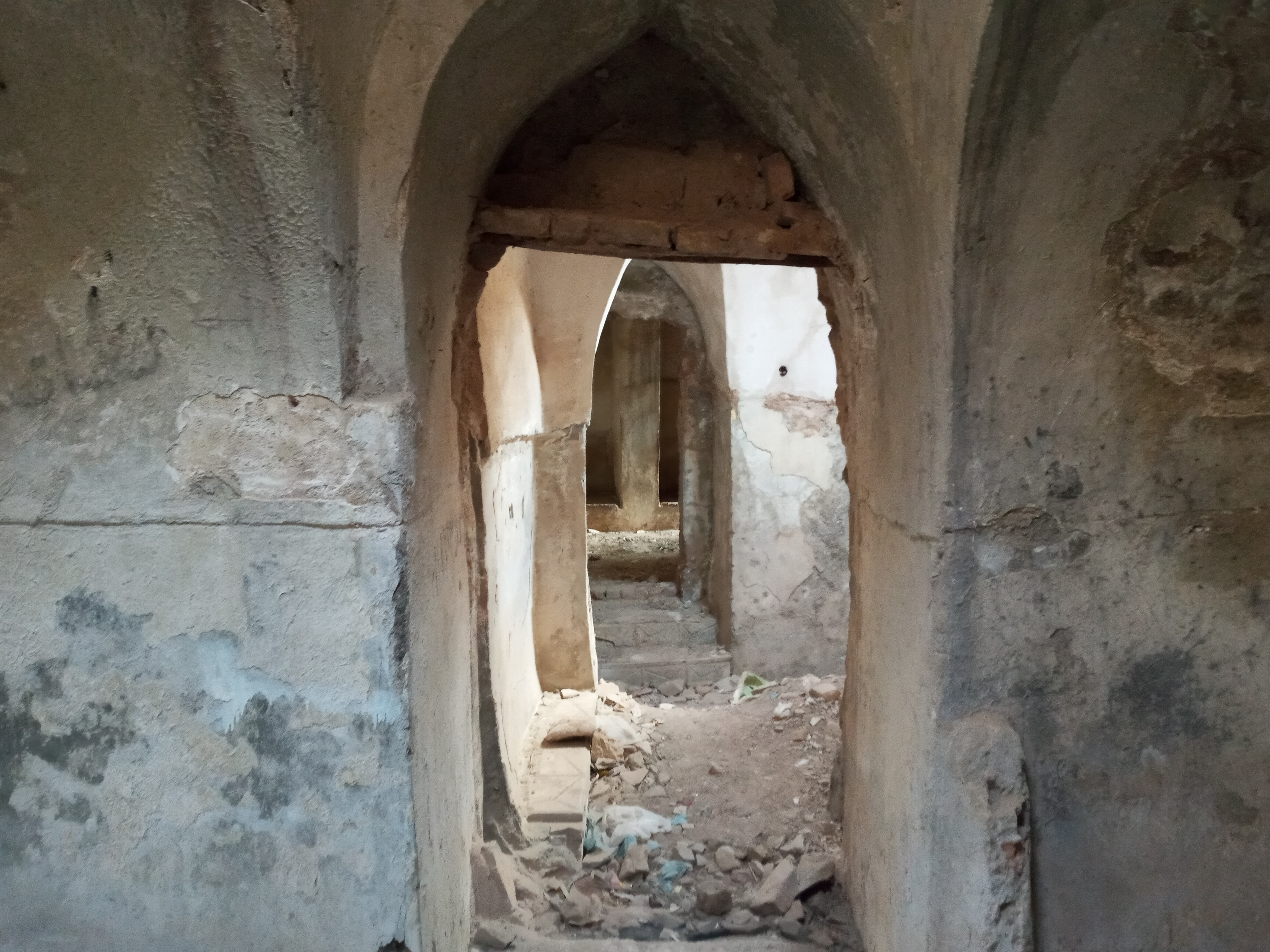
حمام قدیمی ایور
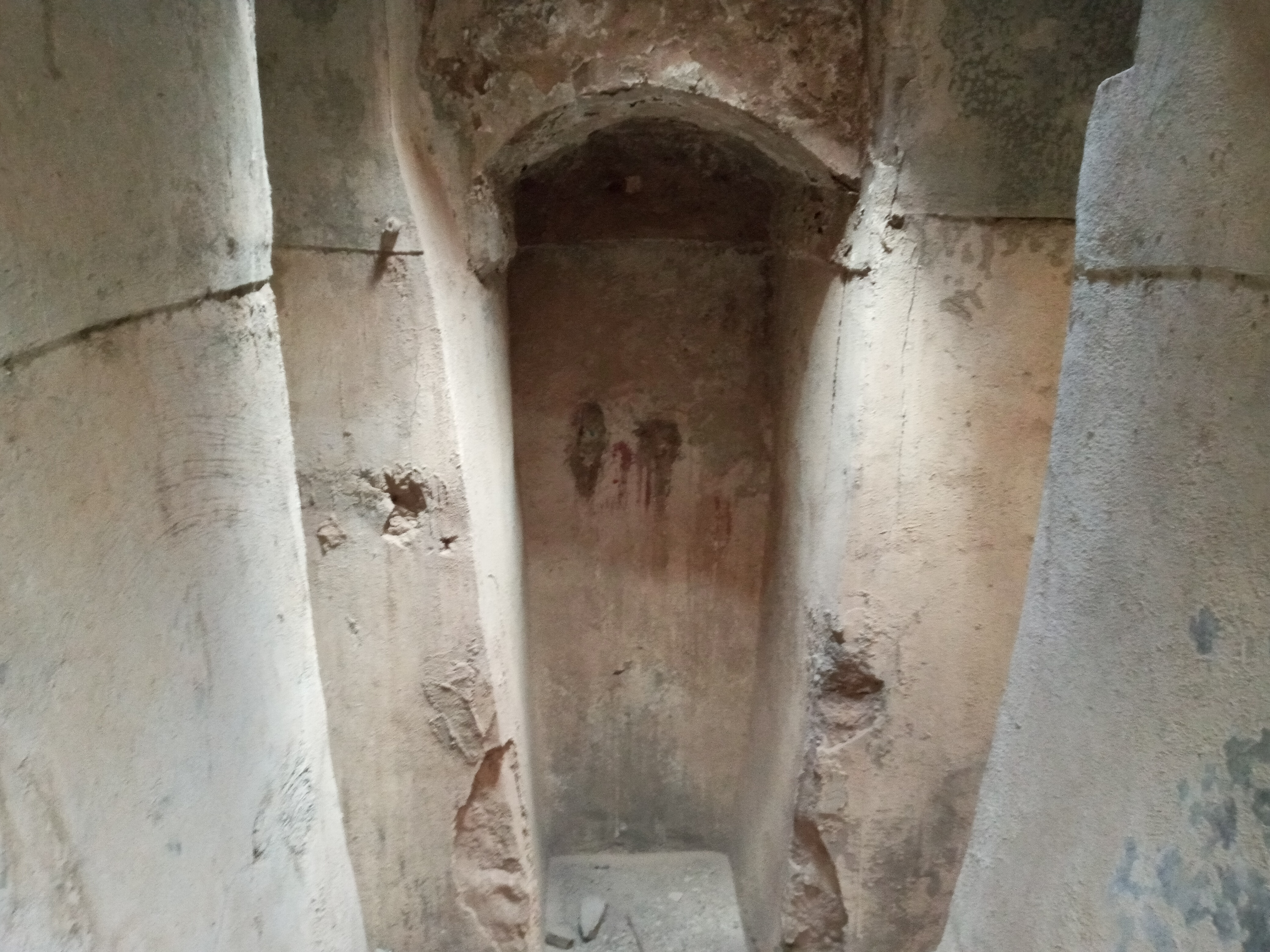
حمام قدیمی ایور
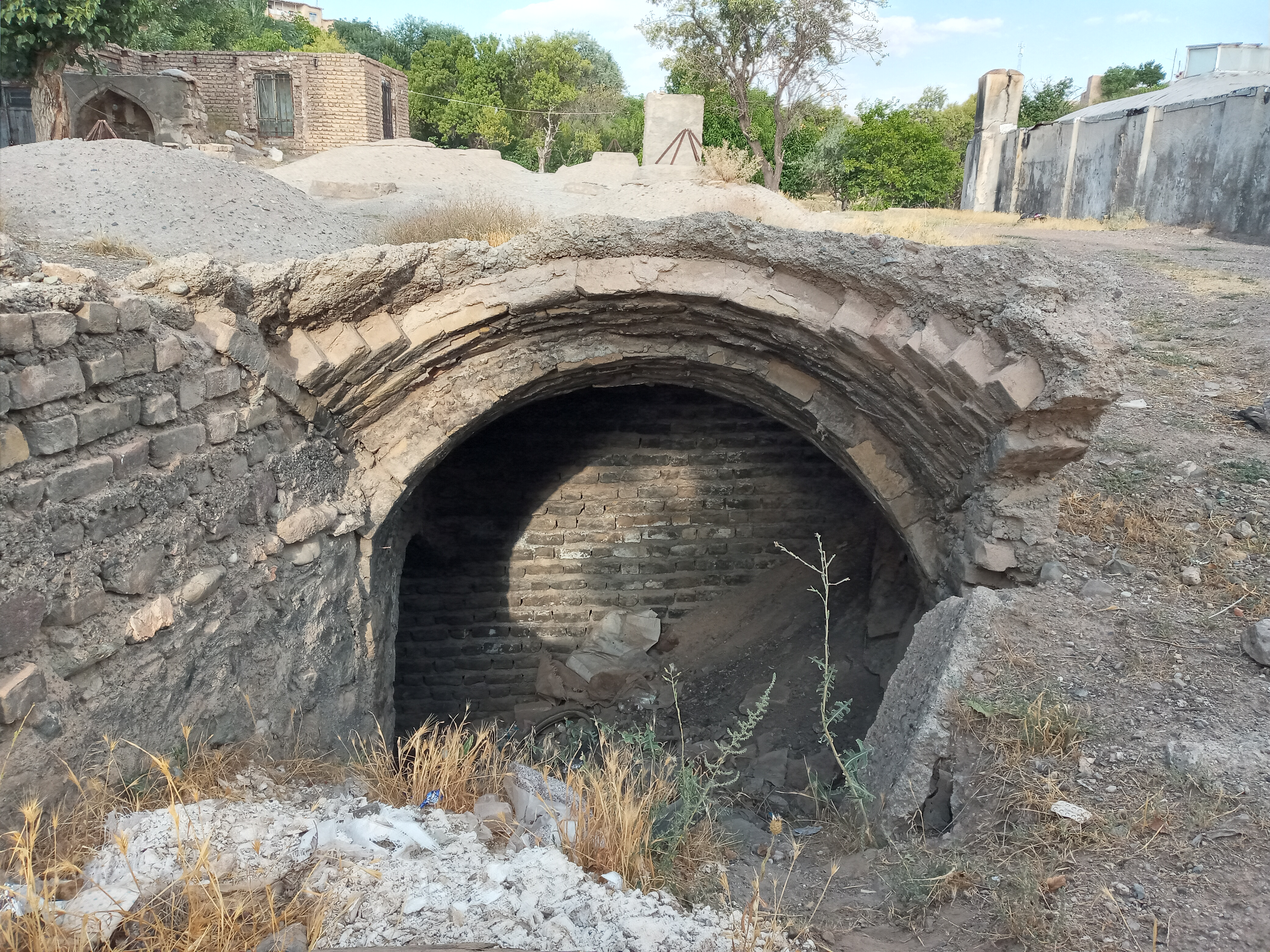
حمام قدیمی ایور
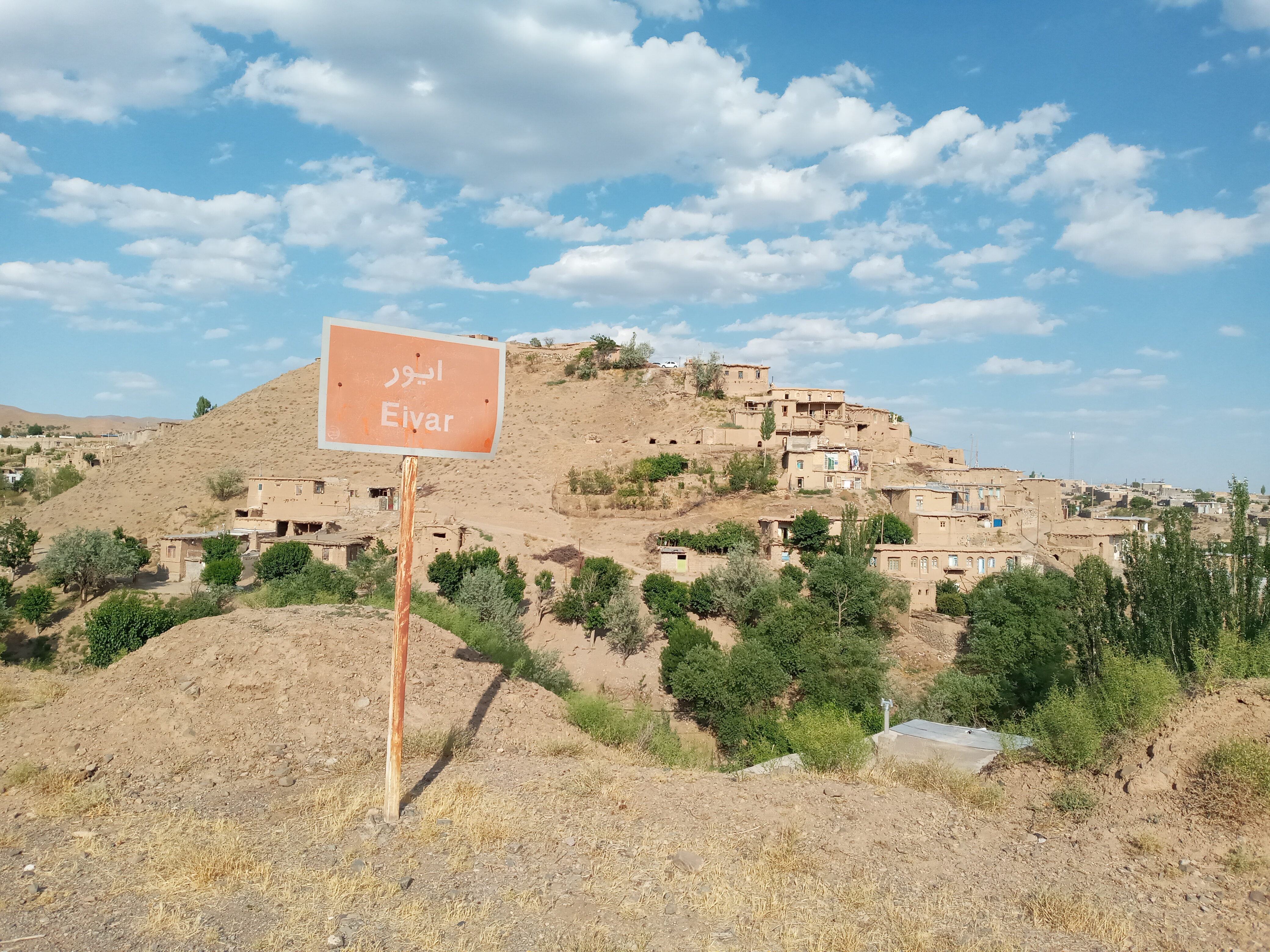
بافت روستا
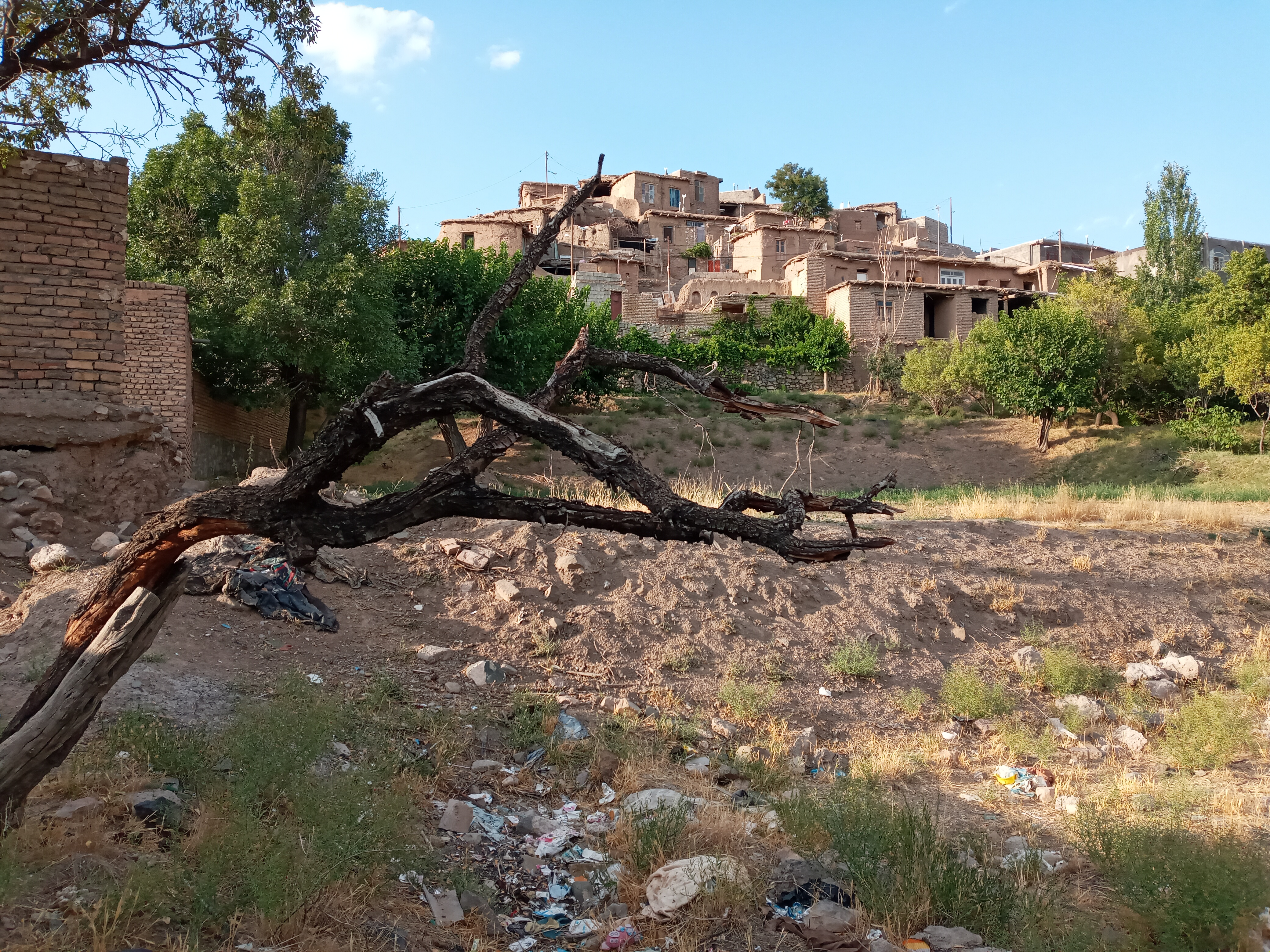
بافت روستا
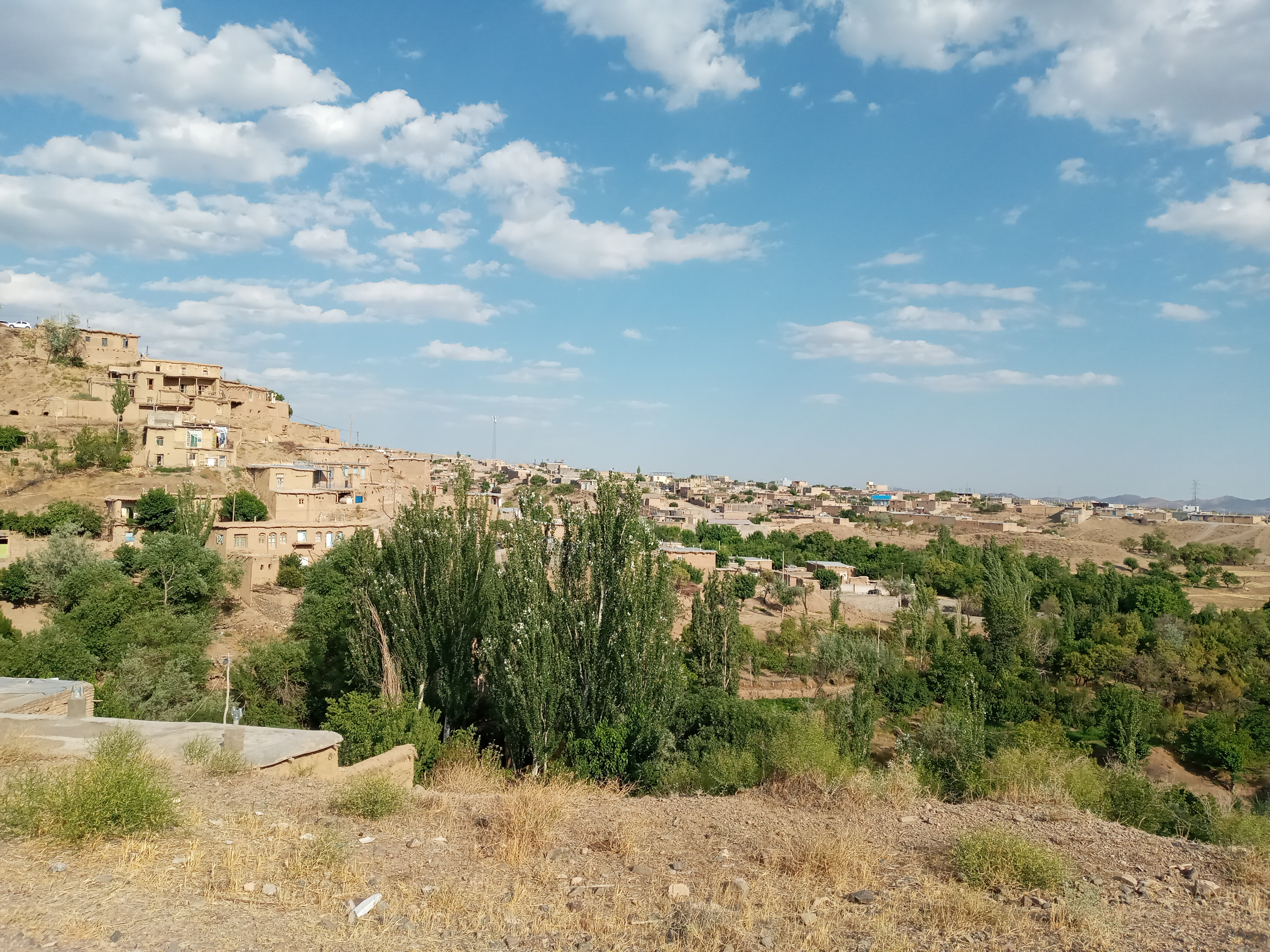
بافت روستا
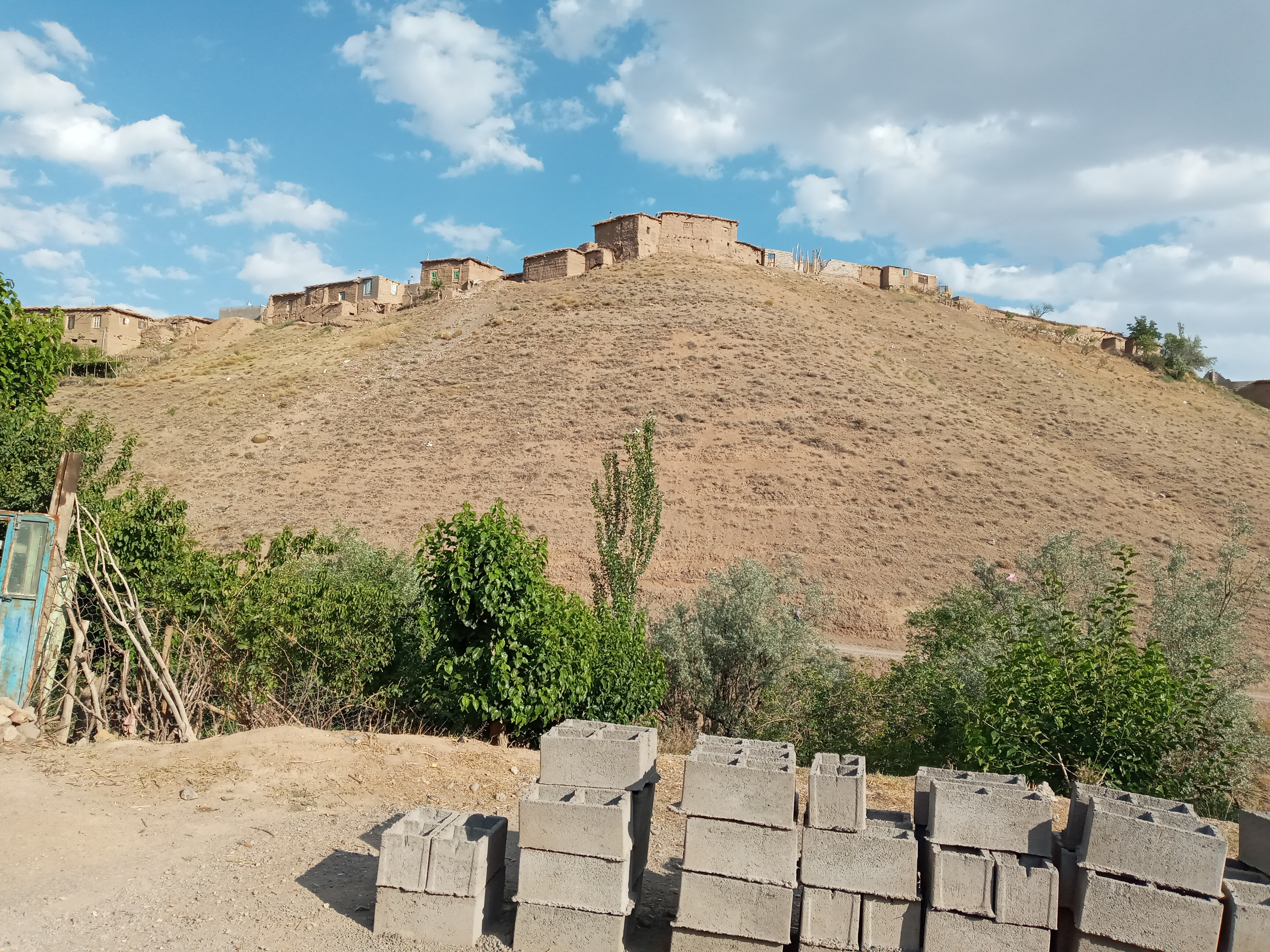
بافت روستا
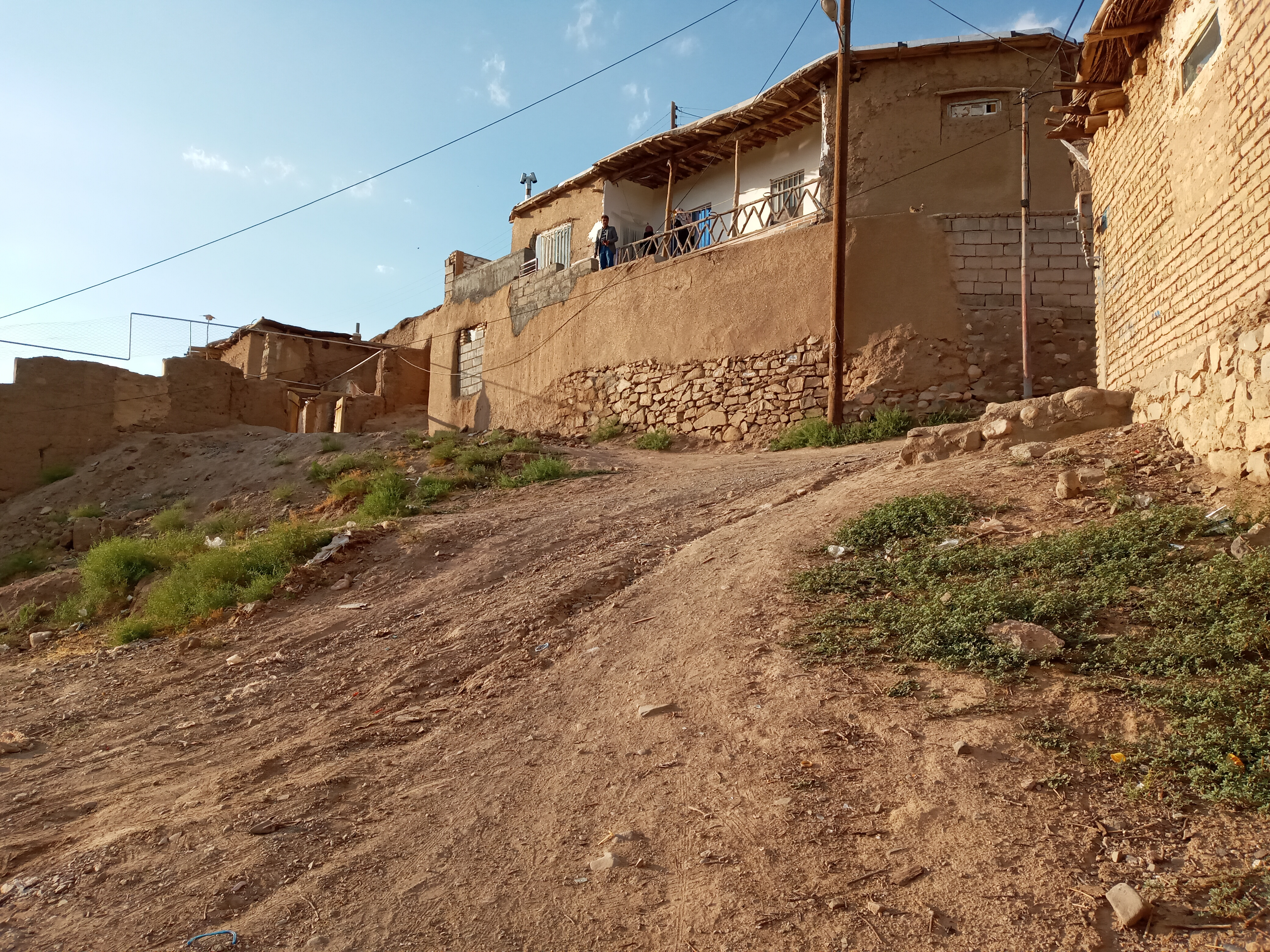
بافت روستا
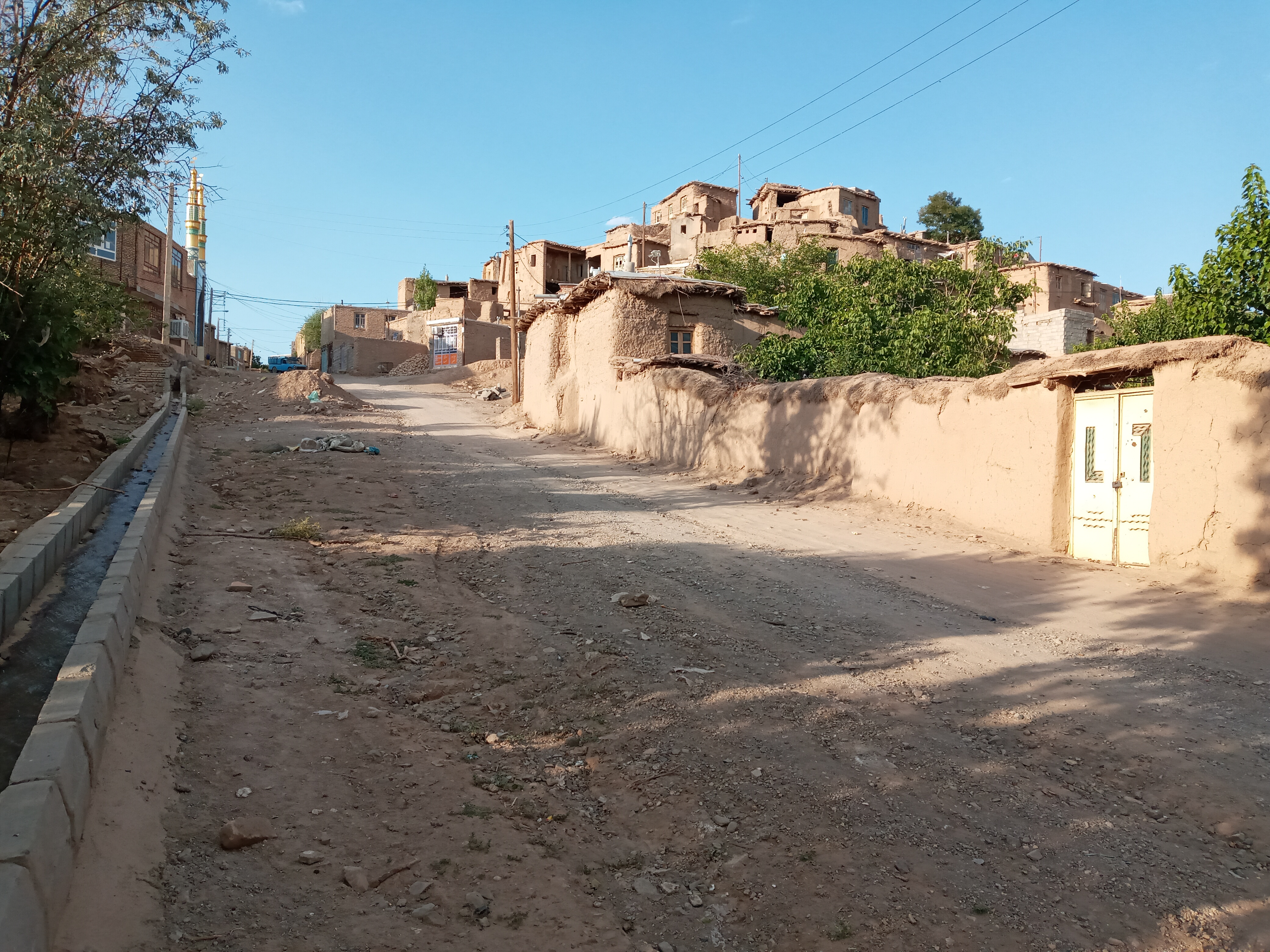
بافت روستا